# 1921-es Copa América
Az 1921-es Dél-amerikai Válogatottak Bajnoksága az 5. dél-amerikai torna volt, melynek másodszor adott otthont Argentína, és házigazdaként meg is nyerte.

## Résztvevők
Eredetileg öt csapat vett volna részt a tornán:
- Argentína
- Brazília
- Chile
- Uruguay
- valamint első ízben  Paraguay.

Chile visszalépett.

## Eredmények
A négy részt vevő válogatott egy csoportban, körmérkőzéses formában mérkőzött meg egymással. A csoport élén végzett csapat nyerte meg a kontinensviadalt.

### Mérkőzések
| 1921. október 2. |

| Argentína     | 1–0   | Brazília |
| ------------- | ----- | -------- |
| Libonatti 27' | (1–0) |          |

| Estadio Sportivo Barracas, Buenos Aires Nézőszám: 20 000 Játékvezető: Ricardo Vallarino (uruguayi) |

| 1921. október 9. |

| Paraguay           | 2–1   | Uruguay        |
| ------------------ | ----- | -------------- |
| Rivas 9' López 66' | (1–0) | Piendibene 83' |

| Estadio Sportivo Barracas, Buenos Aires Nézőszám: 12 000 Játékvezető: Gerónimo Rapossi (argentin) |

| 1921. október 12. |

| Paraguay | 0–3   | Brazília                     |
| -------- | ----- | ---------------------------- |
|          | (0–2) | Machado 21' 44' Candiota 46' |

| Estadio Sportivo Barracas, Buenos Aires Nézőszám: 25 000 Játékvezető: Ricardo Vallarino (uruguayi) |

| 1921. október 16. |

| Argentína                               | 3–0   | Paraguay |
| --------------------------------------- | ----- | -------- |
| Libonatti 1' Saruppo 71' Echeverría 76' | (1–0) |          |

| Estadio Sportivo Barracas, Buenos Aires Nézőszám: 25 000 Játékvezető: Ricardo Vallarino (uruguayi) |

| 1921. október 23. |

| Uruguay      | 2–1   | Brazília |
| ------------ | ----- | -------- |
| Romano 1' 8' | (2–0) | Zezé 53' |

| Estadio Sportivo Barracas, Buenos Aires Nézőszám: 10 000 Játékvezető: Víctor Cabañas Saguier (paraguayi) |

| 1921. október 30. |

| Argentína     | 1–0   | Uruguay |
| ------------- | ----- | ------- |
| Libonatti 57' | (0–0) |         |

| Estadio Sportivo Barracas, Buenos Aires Nézőszám: 35 000 Játékvezető: Pedro Santos (brazil) |

### Végeredmény
| Hely.                    | Csapat        | M | Gy | D | V | G+ | G– | Gk | P |
| ------------------------ | ------------- | - | -- | - | - | -- | -- | -- | - |
| 1. helyezett, aranyérmes | Argentína (R) | 3 | 3  | 0 | 0 | 5  | 0  | +5 | 6 |
| 2. helyezett, ezüstérmes | Brazília      | 3 | 1  | 0 | 2 | 4  | 3  | +1 | 2 |
| 3. helyezett, bronzérmes | Uruguay       | 3 | 1  | 0 | 2 | 3  | 4  | −1 | 2 |
| 4.                       | Paraguay      | 3 | 1  | 0 | 2 | 2  | 7  | −5 | 2 |

| Az 1921-es Dél-amerikai Válogatottak Bajnoksága győztese |
| -------------------------------------------------------- |
| ARGENTÍNA 1. cím                                         |

### Gólszerzők
| 3 gólos - Julio Libonatti 2 gólos - Machado - Angel Romano | 1 gólos - Raúl Echeberría - Blas Saruppo - Aníbal Médicis Candiota - Zezé - Ildefonso López - Gerardo Ribas - José Piendibene |

## Külső hivatkozások
- 1921 South American Championship